# Roger Bocquet
Roger Bocquet (Genebra, 9 de abril de 1921 - Genebra, 10 de março de 1994) foi um futebolista suíço que atuava como defensor.

## Carreira
Roger Bocquet fez parte do elenco da Seleção Suíça de Futebol, na Copa do Mundo de 1950 no Brasil e 1954.